# 沃爾切萊鄉 (奧爾特縣)
44°17′N 24°33′E / 44.283°N 24.550°E
沃爾切萊鄉（羅馬尼亞語：Comuna Vâlcele, Olt），是羅馬尼亞的鄉份，位於該國南部，由奧爾特縣負責管轄，面積58平方公里，海拔高度150米，2007年人口2,900，人口密度每平方公里50人。